# Ritratto di giovane donna (Correggio)
Il Ritratto di giovane donna è un dipinto a olio su tavola (42,9x33 cm) attribuito ad Antonio Allegri detto il Correggio, databile al 1515 circa e conservato nella Lowe Art Gallery di Miami.

## Descrizione e stile
Su uno sfondo scuro uniforme, una giovane nobildonna è raffigurata di tre quarti, il busto verso destra, il volto verso sinistra. Essa è elegantemente abbigliata con una veste rossa scollata sulla camicia bianca, un mantello verde e una cuffia con ricami dorati in testa, oltre alla grande catena d'oro al petto. La foggia dell'abito e degli accessori rimandano all'Italia del Nord del primo Cinquecento, in particolare alla Lombardia e aree limitrofe, mentre lo stile soavemente sfumato, unito però a una ricca intensità dei colori ha fatto pensare al giovane Correggio, in particolare alla sua fase in cui forte era l'influenza dei leonardeschi. Anche il tipo fisico del volto, con gli occhi grandi e le guance tondeggianti, fa pensare ad alcuni lavori dell'epoca dell'artista, come la Madonna di San Francesco o il Ritratto di dama dell'Ermitage. La bocca dischiusa si trova in opere come il Cristo giovane nel Tempio, altra opera dalla forte influenza leonardesca.